# Spaethaspis peruviana
Spaethaspis peruviana es una especie de insecto coleóptero de la familia Chrysomelidae encontrado en Sudamérica.
Fue descrita científicamente en 2000 por Borowiec.